# Robert Valentine
Robert Valentine (Leicester, Regne Unit, 16 de gener de 1674 - Roma, Itàlia, 26 de maig de 1747) fou un violinista i compositor anglès, i era oncle de John Valentine (1730-1791) també músic i compositor, el qual ensems era pare d'Ann Valentine (1762-1842).
Adquirí gran notorietat a Londres en la primera meitat del segle xviii. Fou autor de nombroses obres per a violí i flauta (sonates, suites, etc.), que aconseguiren gran favor en el seu temps. Algunes d'elles foren publicades a Roma vers l'any 1730.
D'aquesta autor es conserven moltes obres manuscrites en les biblioteques d'Uppsala, Rostock i Wolfenbüttel.